# Городцовская культура
Городцовская культура, или Костёнковско-городцовская культура — археологическая культура позднего палеолита.
Вторая по времени культура в Восточной Слобожанщине (Подонье) после стрелецкой культуры.
Была выделена Г. П. Григорьевым (1970).
Основные памятники в Костёнковско-Борщёвском районе (под Воронежем): Костёнки 15 (Городцовская), Костёнки 12/I (Волковская), Костёнки 14/ІІ (Маркина Гора), Костёнки 16 (Углянская). За пределами Костёнковско-Борщёвского района близость к городцовской культуре показывают стоянки Мира-1 под Запорожьем в бассейне среднего Днепра (~27 тыс. л. н.) и стоянка Талицкого в бассейне реки Чусовой (18 700 ± 200 лет).
Характеризуется наконечниками копий с боковыми выемками, ножами с обушком, относительно немногочисленными резцами, свёрлами, наконечниками листовидной формы, мустьерскими многолезвийными скребками различных типов. Культурные слои располагаются, как правило, выше вулканического слоя. Отсутствуют орудия с двусторонней обработкой. Большая часть изделия основана на леваллуазских пластинах. Пластинки с притуплённым краем полностью отсутствуют. На стоянке Маркина Гора найдено много костяных орудий (весловидные лопаточки, костяные иголки с просверленным ушком и др.). Типичные остроконечники мустьерского вида.
В культурном слое Городцовской стоянки подвески из зубов песца были обнаружены как в погребении, так и в непосредственной близости от него. Более 150 экземпляров были нашиты на головной убор.
Для городцовской культуры считается вероятной миграция населения с юга, из региона, где существовала генетически сходная индустрия орудий Ильской стоянки (посёлок Ильский, Краснодарский край).
Мальчик в возрасте 6–7 лет, найденный на стоянке Костенки-15, был похоронен в овальной яме в сидячем положении на искусственном сиденье из двух видов глины. В строении верхних резцов и нижних моляров Костëнки-15 был выявлен ряд противоречивых признаков, свидетельствующих о наличии в составе носителей городцовской культуры как западного компонента, отмеченного присутствием 4-бугорковых нижних первых моляров, так и восточного компонента, маркируемого лопатообразностью верхних латеральных резцов, одонтоглифическим узором первых нижних моляров и строением молочных нижних вторых моляров. Одонтометрические характеристики индивида Костёнки 15 помещают его между серией из Павлова (Чехия), отличающейся от других граветтских находок, индивидом Мальта 2 со стоянки Мальта́ в Прибайкалье и находками с французских памятников Кап-Блан и Ла-Балозьер. Сходство индивидов Костëнки 15 и Мальта 2 наблюдается не только по размерам постоянных зубов, но и по диаметрам молочных вторых моляров, в строении которых выявлен характерный для восточного ствола дистальный гребень тригонида, что говорит о возможности вхождения азиатского компонента в состав носителей костëнковско-городцовской культуры.